# 23 Librae b
23 Librae b (23 Lib b) é um planeta extrassolar joviano descoberto em 1999 que orbita a estrela 23 Librae. Ele orbita sua estrela na zona habitável.
23 Librae b tem no mínimo 1,5 vezes a massa de Júpiter. Ele orbita 23 Librae a uma distância média de 0,82 UA, e se fosse colocado no Sistema Solar sua órbita se situaria entre as órbitas da Terra e de Vênus.